# Canton de Sainteny
Le canton de Sainteny est une ancienne circonscription administrative de la Manche.

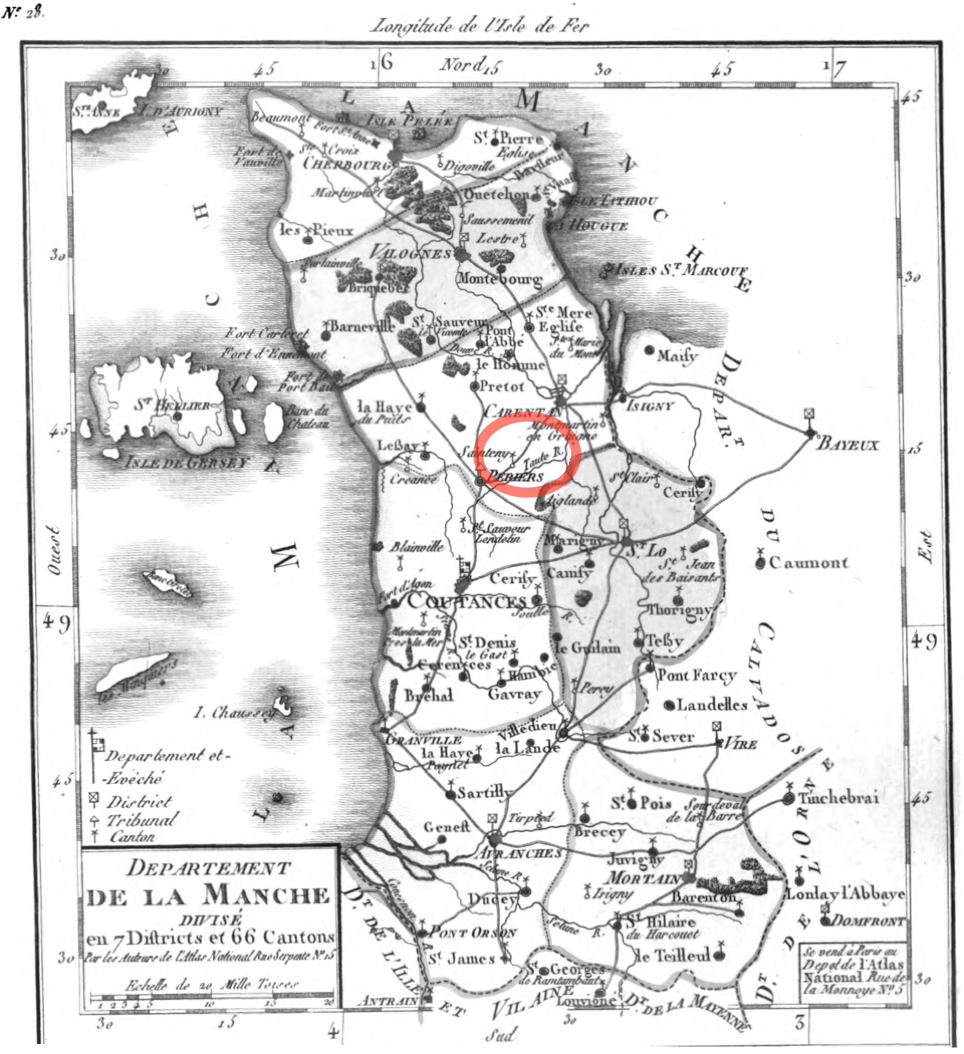
Localisation de l'ancien canton de Sainteny sur la carte du nouveau département de la Manche en 1792.

## Histoire
Créé en 1790 en tant que subdivision de l'ancien district de Carentan, le canton de Sainteny fut une première fois supprimé par la Convention en juin 1793, comme tous les autres, puis rétabli par le directoire en octobre 1795. Il fut définitivement supprimé en 1801, et partagé entre les cantons de Carentan et Saint-Jean-de-Daye.

## Composition
De 1790 à 1801, le canton de Sainteny regroupait 6 communes :
aujourd'hui au canton de Carentan :
- Auxais
- Raids
- Saint-André-de-Bohon
- Saint-Georges-de-Bohon
- Sainteny

aujourd'hui au canton de Saint-Jean-de-Daye :
- Tribehou